# Oxia Planum
Oxia Planum est un bassin martien de l'hémisphère nord, proche de l'équateur de la planète rouge. Il est situé dans la quadrangle d'Oxia Palus (MC-11). Il présente un diamètre de 230 km, pour une largeur de l'ordre de 100 km. Ce site est âgé de près de 4 milliards d'années (3,9 Ga)[réf. nécessaire]. Il est particulièrement plat, contient des dépôts argileux (détectés par Mars Express et Mars Reconnaissance Orbiter), et abritait vraisemblablement un lac ou une mer formant un delta[réf. nécessaire]. Une période d’activité volcanique a pu recouvrir les argiles et autres dépôts aqueux de l’époque, ce qui pourrait avoir permis de préserver les biosignatures contre le rude environnement de radiation et d’oxydation[Quoi ?] de la planète ; ce planum n’a été exposé à l’érosion que depuis quelques centaines de millions d’années.

## Nom
Le nom Oxia Planum, utilisé depuis au moins octobre 2014, est officialisé le 17 mai 2019.

## Exploration
Cette cible, identifiée par une équipe du laboratoire de géologie de Lyon (rattaché à l'observatoire de Lyon), a été sélectionnée le 21 octobre 2015 à Amsterdam comme site d'atterrissage du Rover ExoMars de l'ESA et Roscosmos. Ce dernier devrait se poser sur cette zone martienne en avril 2021. ExoMars nous permettra d'en savoir beaucoup plus sur la nature du sol d'Oxia Planum, jusqu'à deux mètres de profondeur, permettant de connaître la composition d'échantillons martiens datant d'avant le bombardement cosmique et savoir si l'eau (liquide ou gelée) est présente en profondeur. Nous en saurons également plus sur la matière organique et inorganique dans l'atmosphère et en surface. Il pourra passer des obstacles de 30 cm de hauteur grâce à un système mécanique dans chacune de ses six roues.
Le cahier des charges pour le site d'Exo Mars était le suivant:
- Un site plat sur un rayon d'au moins 100 km, (Oxia planum en fait plus de 200)
- Un site présentant des points d’intérêt nombreux car le rover ne peut se déplacer que de 2 km,
- Un site à basse altitude pour assurer le freinage du rover avant son atterrissage,
- Un site proche de l'équateur de la planète rouge où les températures sont plus clémentes pour que les appareils puissent fonctionner.

Oxia Planum remplit toutes ces caractéristiques.